# ロストック県
ロストック県（Bezirk Rostock）は、ドイツ民主共和国（東ドイツ）を構成した14の県の一つである。県都はロストックであった。

## 地理
東ドイツの最北部に位置しており、バルト海に面する。県の東はポーランド国境、西は西ドイツ国境であった。県の南部でシュヴェリーン県とノイブランデンブルク県に接している。県の主要都市としては、グライフスヴァルト、シュトラールズント、ヴィスマールなどが挙げられる。

## 歴史
1952年に東ドイツでは州が廃止され、計画経済による国家運営の徹底を図るため、東ベルリンを除く地域を14の県によって統治することになった。ロストック県はこのうちの一つである。1990年の東西ドイツ統一にともなって、ロストック県はメクレンブルク＝フォアポンメルン州の一部となった。